# Martin Spanjers
Martin Ryan Spanjers (Tucson, Arizona; 2 de febrero de 1987) es un actor estadounidense. Es conocido por su papel de hijo (Rory Joseph Hennessy) en la serie 8 Simple Rules for Dating My Teenage Daughter.

## Biografía
Comenzó a actuar a los 7 años actuando en una producción de teatro de Peter Pan; después siguió actuando en varias obras más. En 1998 tuvo un papel bastante recurrente dentro de la serie Two of a Kind. Spanjers obtuvo su primer papel principal en la serie Daddio, donde interpretó al hijo mayor, Max. Su interpretación más destacada comenzó en 2002 como Rory en 8 Simple Rules for Dating My Teenage Daughter.
Spanjers optó al papel de Malcom en Malcolm in the Middle, pero solo obtuvo finalmente un papel de invitado en el episodio piloto de la serie.

## Filmografía
| Cine y Televisión | Cine y Televisión                  | Cine y Televisión        | Cine y Televisión |
| Año               | Película                           | Rol                      | Notas             |
| ----------------- | ---------------------------------- | ------------------------ | ----------------- |
| 2016              | Angel from Hell                    | P.J.                     |                   |
| 2011              | Sassy Pants                        | Shayne Pruitt            | principal         |
| 2011              | Spring Break '83                   | Max                      |                   |
| 2011              | Better with You                    | Hunter                   |                   |
| 2010              | 90210                              | Barry el Barista         |                   |
| 2010-2014         | Good Luck Charlie                  | Justin                   | recurrente        |
| 2009              | Saving Grace                       | Lance Iverson            |                   |
| 2008-09           | True Blood                         | joven Sam                |                   |
| 2008              | Moonlight                          | Paparazzi                |                   |
| 2008              | iCarly                             | David                    | Episodio: iFence  |
| 2007              | Grey's Anatomy                     | Hunter                   |                   |
| 2007              | The Comebacks                      | Randy Randinger          |                   |
| 2006              | Whisper of the Heart               | Sugimura                 | voz               |
| 2006              | Cold Case                          | Davie                    |                   |
| 2004              | Andy Richter Controls the Universe | Jake                     |                   |
| 2003              | All About the Andersons            | Andrew                   |                   |
| 2003              | Home                               | Jake                     |                   |
| 2003              | Kim Possible                       | Malcolm the Wraithmaster | voice             |
| 2002-05           | 8 Simple Rules                     | Rory Henessey            |                   |
| 2002              | First Monday                       | Randall                  |                   |
| 2002              | Evil Alien Conquerors              | Jimmy                    |                   |
| 2001              | The Hughleys                       | Myles                    |                   |
| 2001              | Max Keeble's Big Move              | Runty Band Member        |                   |
| 2000              | Touched by an Angel                | Brian Hanigan            | ™                 |
| 2000              | Grosse Pointe                      | Adam                     | Episodio: Piloto  |
| 2000              | Perfect Game                       | Brian                    |                   |
| 2000              | Malcolm in the Middle              | Richard                  | Episodio: Piloto  |
| 2000              | Daddio                             | Max Woods                |                   |
| 1998              | Two of a Kind                      | Brian                    |                   |
| 1997              | The Ride                           | George                   |                   |
| 1995              | Gei ba ba de xin                   | Brian                    |                   |